# Barasa vanbraeckeli
Barasa vanbraeckeli är en fjärilsart som beskrevs av Walter Karl Johann Roepke 1938. Barasa vanbraeckeli ingår i släktet Barasa och familjen trågspinnare. Inga underarter finns listade i Catalogue of Life.